# بركرب (حديبو)

تعديل مصدري - تعديل

بركرب إحدى قرى مديرية حديبو التابعة لمحافظة سقطرى، بلغ تعداد سكانها 81 نسمة حسب تعداد اليمن لعام 2004.